# Betsy Gray
Betsy Gray, död 1798, var en irländsk rebell. Hon var skotskättad presbryterian från Ulster och dödades i ett slag mot den brittiska armén. Hon har blivit en nationalhjälte och föremål för en mängd legender och ballader.
Betsy Gray stred vid sin brors och älskares sida i Slaget vid Ballynahinch mot Yeomanry. Hon dödades under reträtten tillsammans med de båda männen, och fick sin högra hand avhuggen innan hon halshöggs. 
Gray hyllades tidigt som folkhjälte av republikanerna i Ulster, både lojalister och republikaner. Hon har varit föremål för ballader och dikter och en roman, och priset Betsy Gray Cup instiftades till hennes ära.   